# Магістр ордену

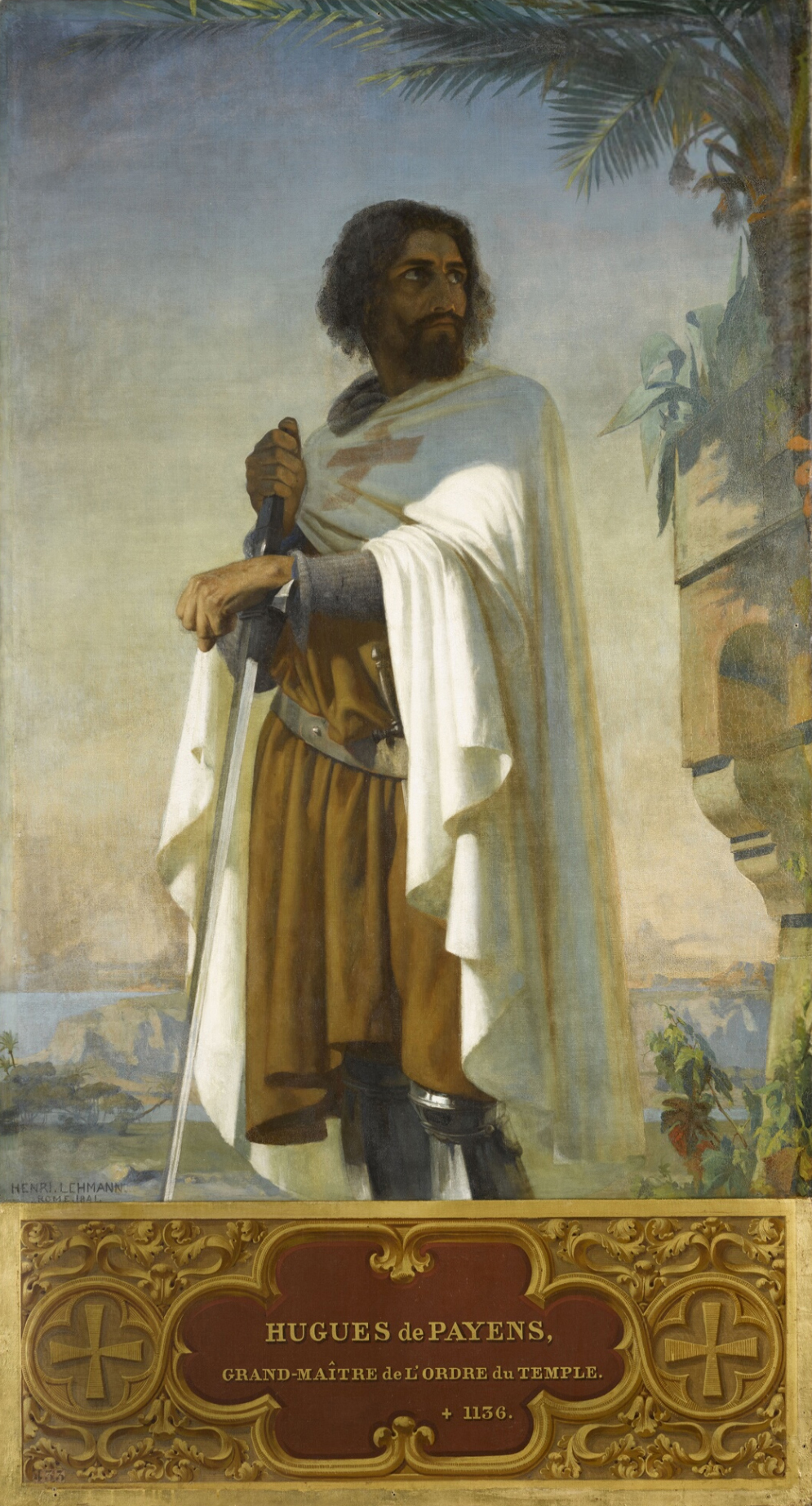
Гуго де Пейн, перший великий магістр ордену тамплієрів

Великий магістр (пол. Wielki mistrz, нім. Großmeister (Ritterorden), англ. Grand Master, фр. Grand maître, італ. Gran maestro) — титул керівників більшості лицарських орденів (наприклад, Тамплієрів, Суверенного Військового Ордена Госпітальєрів Святого Іоанна Єрусалимського), голови деяких релігійних організацій, або напіврелігійних (наприклад, масонської).
Великий Магістр має широкі повноваження в усіх питаннях релігійного ордену або братства в цілому. Вибирали Великого Магістра з числа членів організації, в цілому він підпорядковувався Папі Римському, а в соціальній ієрархії був нарівні зі світськими правителями. Великий Магістр підлягав контролю генеральним капітулом, повноваження якого були різні — від дорадчих до законодавчих. Деякі закони ставлять певні вимоги до кандидатів на посаду Великого Магістра, наприклад, у випадку Ордену Святого Іоанна Єрусалимського, кандидати повинні були бути народжені від благородних батьків на законних підставах.
Звання Великого Магістра використовується главою Великої Масонської Ложі з 1717 року.

## Великі магістри окремих орденів

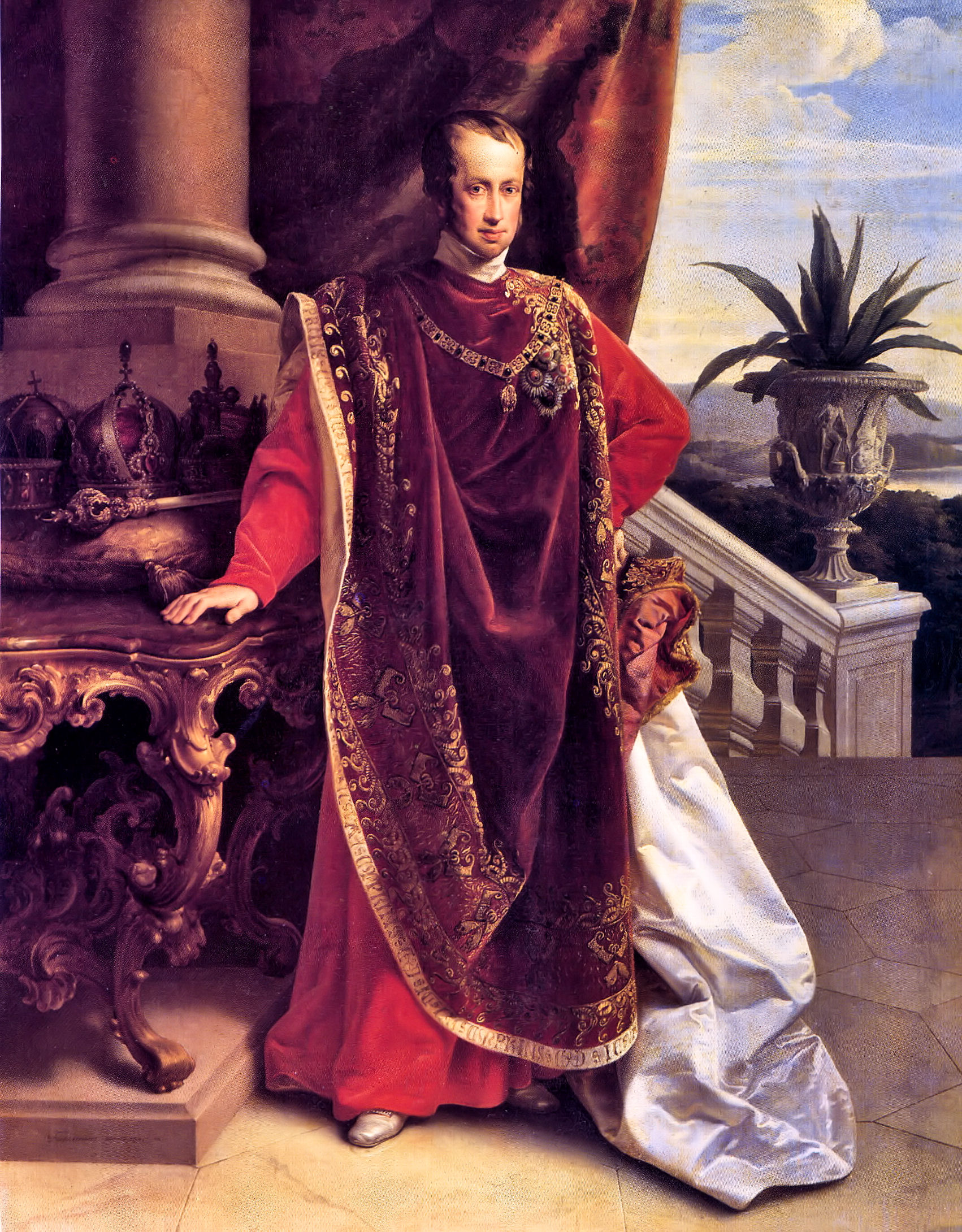
Імператор Фердинанд I Австрійський — Великий Магістр Ордену Золотого Руна

- Великі магістри лицарів госпітальєрів
- Гроссмейстери Тевтонського Ордену
- Великі магістри Ордену Лицарів Святого Лазаря
- Великі магістри тамплієрів
- Великі магістри Ордену Алькантара
- Великі магістри Ордену Калатрави
- Великі магістри Ордену Сантьяго